# Pažurovec
Pažurovec – wieś w Chorwacji, w żupanii krapińsko-zagorskiej, w gminie Budinščina. W 2011 roku liczyła 83 mieszkańców.